# Zond
Zond je bio utvrđeni grad u Bačkoj.

## Povijest
Prvi put se spominje u 1173. pod imenom Zund kao oppidum u vrelima iz vremena kralja Bele II. (u Ugarskoj Bele III.). Utvrđeni grad Zond je izgrađen kada i Bač.
1361. je godine to mjesto kupila mati kralja Ljudevita Anžuvinca Elizabeta. Pritom se spominju Mala i Velika Sonta.
Nakon Mohačke bitke stara Sonta (Zond) nestaje. U to područje doseljavanju šokački Hrvati koji su 9 km istočnije od mjesta stare Sonte (Zonda) sagradili novo selo. Novo selo je potopio Dunav u poplavi, pa su mještani opet napravili novo selo još 3 km istočnije. Ta Sonta je 1730. je imala pečat na šokačkom jeziku. Jednim je od najvećih šokačkih naselja u Bačkoj.
Zond je u okvirima srednjovjekovne Kraljevine Ugarske bio važan grad u međurječju Dunava i Tise, kao i Bač. Do danas nije posve pouzdano utvrđeno mjesto gdje se nalazio Zond.